# Dolichurus basuto
Dolichurus basuto är en  stekelart som beskrevs av Arnold 1952. Dolichurus basuto ingår i släktet Dolichurus och familjen Ampulicidae. Inga underarter finns listade i Catalogue of Life.